# Баффінова Земля
Ба́ффінова Земля́ (англ. Baffin Island, фр. Île de Baffin)( ᕿᑭᖅᑖᓗᒃ ), Кі-кі-ктаa-люк, старий норськ: Хеллуланд) — північний острів канадської території Нунавут (Канадський Арктичний архіпелаг). 
Баффінова Земля — найбільший острів Канади і п'ятий у світі за площею (507 451 км²). Через суворі природні умови на острові станом на 2007 рік проживає ледве 11 тис. чоловік.

## Історія
Острів названий на честь британського мандрівника Вільяма Баффіна. Він першим описав острів, — і вважається, що першим із європейців відкрив його. Проте з моменту відкриття Гренландії на захід від неї на мапах майже завжди зображався острів різних розмірів і під різними назвами. Чи був це «міфічний» острів або все ж таки хтось відкрив Баффінову Землю раніше — поки невідомо. Те, що Баффінова Земля — острів, довів британський полярний дослідник Вільям Паррі.

## Географія
Найбільший населений пункт острова — Ікалуїт, столиця канадської території Нунавут (5,3 тис. чоловік, 2003 рік).
На сході та північному сході від Баффінової Землі розташований найбільший острів планети — Гренландія. Два острови розділено протокою Дейвіса та Баффіновою затокою. На півдні від острова розташована Гудзонова протока, що розділяє острів і провінцію Квебек, а на південному заході — Гудзонова затока та континентальна частина Нунавута. На заході та півночі Баффінова Земля розділена вузькими протоками з іншими островами Канадського арктичного архіпелагу.
Вища точка острова — гора Одін (2147 м), трохи нижче — гора Асгард (2015 м). Центральна частина острова пустельна, гориста і сувора. Практично все населення живе на узбережжі, за винятком декількох наукових експедицій, яких привертає незайманість природи і можливість вивчення місць, де вплив людини мінімальний.
На території острова Національний парк Айюітик i Національний парк Сермілик.

## Природа

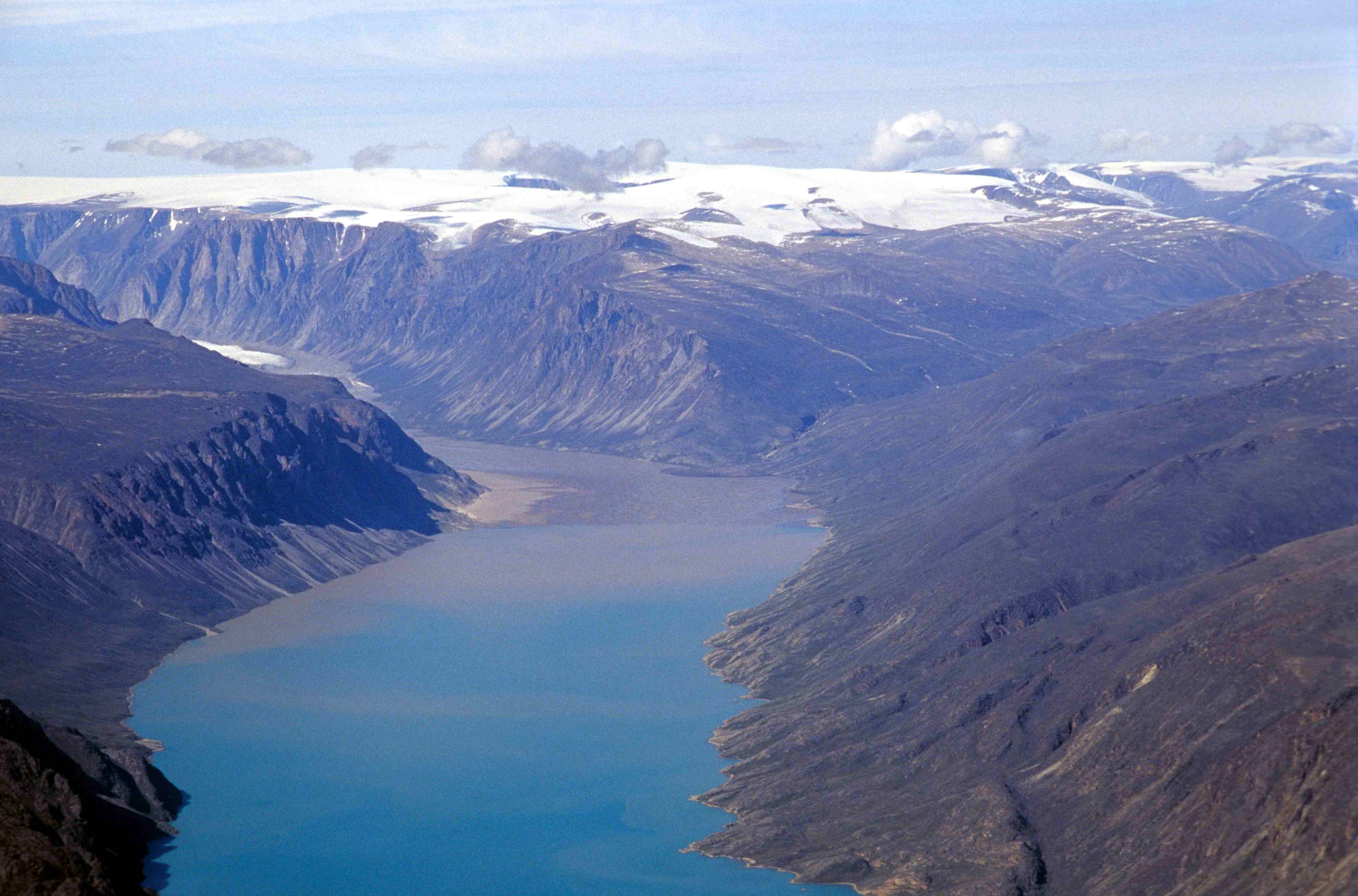
Фіорд Пангнінтург

За класифікацією всесвітнього фонду дикої природи Баффінова земля входить в три північноамериканських екорегіони:
- Заполярна тундра[1].
- Берегова тундра Баффінової Землі[2].
- Полярна тундра[3].

На острові водяться північний олень, білий ведмідь, песець, зайці, лемінги і арктичний вовк.
З птахів широко поширені біла сова. На узбережжі живе багато тюленів, крячок і мартинів.
У прибережних водах живуть нарвали та кити.

## Клімат
Велика частина Баффінової Землі знаходиться за полярним колом, тому на більшості території острова є полярні день і ніч. Східне і південне узбережжя тепліше за інші області. В центрі острова в горах розташовані льодовики. Літо холодне і коротке, навіть у липні-серпні можливе значне зниження температури.

## Дивись також
- Залізнорудний рудник Баффінленд
- Північно-Західний прохід